# Metóquio

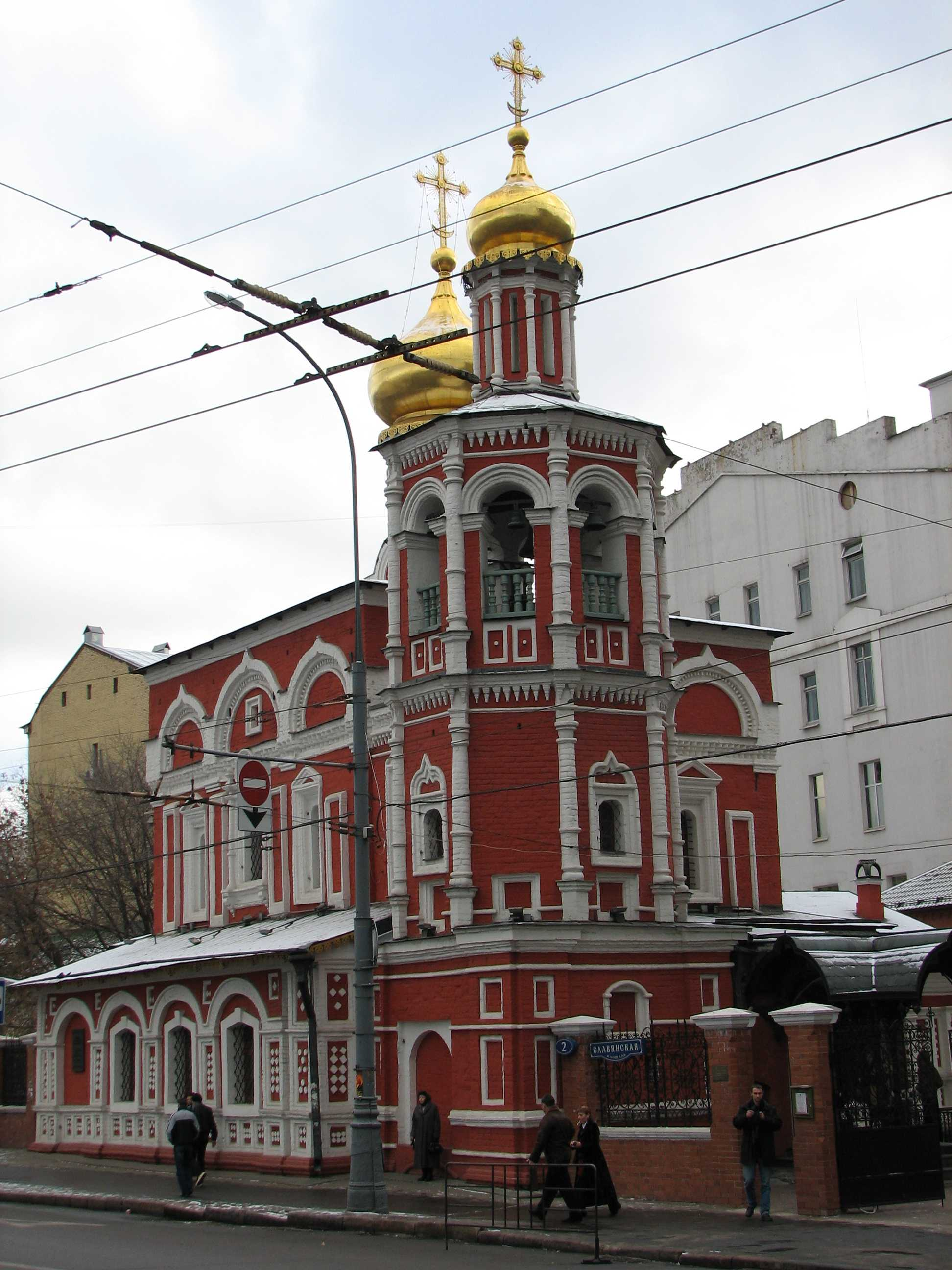
Igreja de Todos os Santos em Kulishki, Moscou. Antigo Metóquio do Patriarcado de Alexandria.

Metóquio ou Metóque (grego: μετόχιον ou μετόχι) é uma embaixada eclesiástica, dentro da tradição ortodoxa, geralmente de uma Igreja autocéfala ou autônoma para outra. O termo também é usado para se referir a uma representação paroquial (ou dependência) de um Mosteiro ou de um Patriarca.

## Embaixada Eclesiástica
No primeiro caso, a Igreja territorial local concede um terreno ou um edifício para uso da Igreja estrangeira representada, e o local é então considerado como pertencente canonicamente à Igreja estrangeira. Os cultos realizados lá geralmente são no idioma apropriado para a Igreja que está sendo representada, e a paróquia geralmente é composta por imigrantes ou visitantes da nação associada a essa Igreja. Normalmente, uma presença metoquiônica no território de uma Igreja autocéfala é limitada a apenas algumas paróquias, no máximo.

## Dependência Monástica
No caso de um metóquio monástico, tal igreja paroquial é uma dependência de uma determinada comunidade monástica, talvez recebendo sustento do clero dessa comunidade ou outras formas de apoio. Durante a era bizantina, um metóquio monástico pode ter sido propriedade concedida a um mosteiro para fins de renda.
Metóquio é atualmente empregado, também, para se referir a um mosteiro dependente, skete, kellion ou sociedade monástica que está recebendo a bênção e apoio para se desenvolver em um mosteiro autônomo, skete, kellion ou sociedade.